# Greg Norman
Gregory John „Greg“ Norman AO (* 10. Februar 1955 in Mount Isa, Queensland) ist ein australischer Profigolfspieler, der in den 1980er und 1990er Jahren 331 Wochen lang die Golfweltrangliste anführte. Aufgrund seiner weißblonden Haarpracht wird er The Great White Shark, ‚der Weiße Hai‘, (oder kurz: The Shark, ‚der Hai‘) genannt.

## Turnierkarriere
Greg Norman konnte zwar die Open Championship zweimal, 1986 und 1993, für sich entscheiden, bei den anderen Majors scheiterte er aber. Oft sehr knapp und manchmal unglücklich, wie etwa bei der PGA Championship 1986, als ihm sein Kontrahent Bob Tway mit einem eingelochten Bunkerschlag den Sieg wegschnappte oder im Jahr darauf beim Masters, als Larry Mize im Stechen mit einem Wunderschlag aus 40 Metern einchippte. Andererseits hat Norman einige Siegeschancen bei Majors durch schlechte Schlussrunden vergeben, wie etwa eine 78 beim Masters 1996 oder eine 75 bei den US Open 1995. Bezeichnend das Jahr 1986 – da führte er bei allen vier Majors vor der Finalrunde und gewann davon „nur“ die Open Championship. Trotz all dieser Tiefschläge darf man aber nicht übersehen, dass Norman insgesamt 30 Top-Ten-Platzierungen bei den Majors aufweisen kann. Die Auflistung seiner zahlreichen weltweiten Turniersiege findet sich weiter unten (siehe auch Punkte 5 bis 8 des Inhaltsverzeichnisses).

## Privates

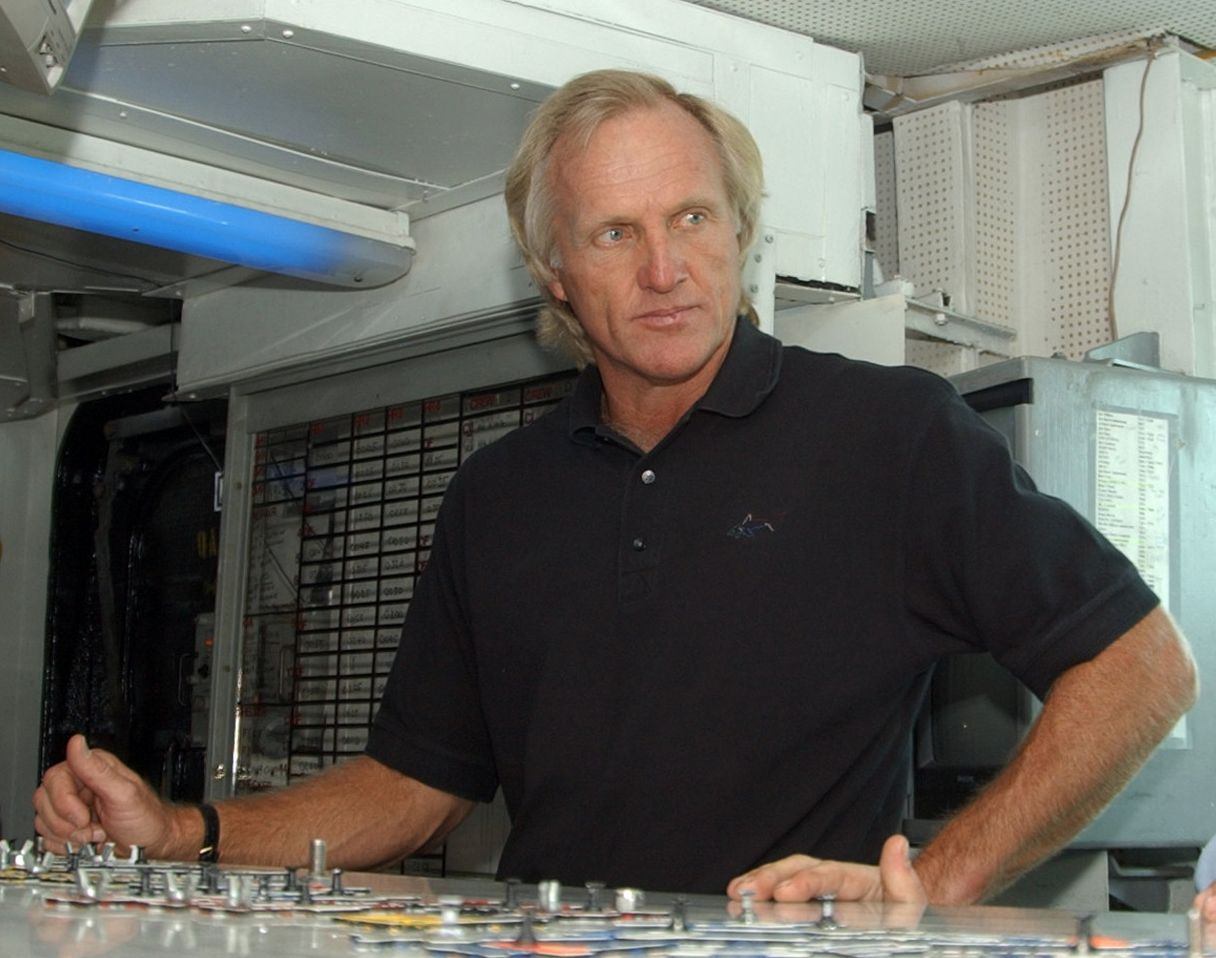
Greg Norman auf der John F. Kennedy (2004)

Greg Norman wurde als Sohn von Merv and Toini Norman geboren. Seine Mutter war die Tochter eines finnischen Tischlers, sein Vater ein Elektroingenieur. Als Jugendlicher spielte Norman Rugby, Cricket und peilte eine Profisurfer-Karriere an.
Norman war von 1981 bis September 2007 mit Laura, einer US-Amerikanerin, verheiratet und hat mit ihr zwei Kinder. Am 28. Juni 2008 heiratete er die Ex-Tennisspielerin Chris Evert in einer privaten Zeremonie auf Paradise Island auf den Bahamas. Bereits Anfang Oktober 2009 gab das Paar jedoch seine Trennung bekannt.
Er ist inzwischen ein sehr erfolgreicher Geschäftsmann im Golfbereich geworden, sodass er nur mehr vereinzelt ins Turniergeschehen eingreift. Sein Privatvermögen wird auf mehrere 100 Millionen US-Dollar geschätzt.

## Veröffentlichungen
Greg Norman gibt an sein Spiel mit Hilfe der Bücher von Jack Nicklaus Golf My Way und 55 Ratschläge Ihr Spiel zu verbessern entwickelt zu haben. Er ist selbst Autor mehrerer Golfbücher, die auf der Arbeit von Jack Nicklaus aufbauen. Sein erstes umfassendes Lehrbuch Shark Attack! wurde 1988 herausgegeben. Es folgten zwei weitere Bücher im Jahr 1993 100 Golf Instant Lessons und 1995 Advanced Golf. Normans Bücher wurden von Carl August Freiherr von Thüna und Helga Strelow ins Deutsche übersetzt.

## Auszeichnungen
- BBC Sports Personality of the Year Overseas Personality (1986)
- Officer of the Order of Australia (1999)[8]
- World Golf Hall of Fame (2001)
- Old Tom Morris Award (2008)
- Der Asteroid (16046) Gregnorman wurde nach ihm benannt.

## Resultate in Major Championships
| Turnier               | 1977 | 1978 | 1979 | 1980 | 1981 | 1982 | 1983 | 1984 | 1985 | 1986 | 1987 | 1988 | 1989 | 1990 |
| --------------------- | ---- | ---- | ---- | ---- | ---- | ---- | ---- | ---- | ---- | ---- | ---- | ---- | ---- | ---- |
| The Masters           | DNP  | DNP  | DNP  | DNP  | 4    | T36  | T30  | T25  | T47  | T2   | 2    | T5   | T3   | CUT  |
| US Open               | DNP  | DNP  | T48  | DNP  | T33  | DNP  | T50  | 2    | T15  | T12  | T51  | WD   | T33  | T5   |
| The Open Championship | T71  | T29  | T10  | CUT  | T31  | T27  | T19  | T6   | T16  | 1    | T33  | DNP  | T2   | T6   |
| PGA Championship      | DNP  | DNP  | DNP  | DNP  | T4   | T5   | T42  | T39  | CUT  | 2    | 70   | T9   | T12  | T19  |

| Turnier               | 1991 | 1992 | 1993 | 1994 | 1995 | 1996 | 1997 | 1998 | 1999 | 2000 | 2001 | 2002 | 2003 | 2004 | 2005 | 2006 | 2007 | 2008 | 2009 |
| --------------------- | ---- | ---- | ---- | ---- | ---- | ---- | ---- | ---- | ---- | ---- | ---- | ---- | ---- | ---- | ---- | ---- | ---- | ---- | ---- |
| The Masters           | CUT  | T6   | T31  | T18  | T3   | 2    | CUT  | CUT  | 3    | T11  | CUT  | T36  | DNP  | DNP  | DNP  | DNP  | DNP  | DNP  | CUT  |
| US Open               | WD   | DNP  | CUT  | T6   | 2    | T10  | CUT  | DNP  | CUT  | CUT  | DNP  | T59  | DNP  | DNP  | DNP  | DNP  | DNP  | DNP  | DNP  |
| The Open Championship | T9   | 18   | 1    | T11  | T15  | T7   | T36  | DNP  | 6    | DNP  | DNP  | T18  | T18  | CUT  | T60  | DNP  | DNP  | T3   | CUT  |
| PGA Championship      | T32  | T15  | 2    | T4   | T20  | T17  | T13  | DNP  | CUT  | CUT  | T29  | T53  | CUT  | DNP  | DNP  | DNP  | DNP  | DNP  | DNP  |

DNP = nicht teilgenommen

CUT = Cut nicht geschafft

„T“ geteilte Platzierung

Grüner Hintergrund für Siege

Gelber Hintergrund für Top 10.

## PGA TOUR Siege
- 1984  Kemper Open, Canadian Open
- 1986  Panasonic Las Vegas Invitational, Kemper Open,
- 1988  CI Heritage Golf Classic
- 1989  The International,  Greater Milwaukee Open
- 1990  Doral-Ryder Open, Memorial Tournament
- 1992  Canadian Open
- 1993  Doral-Ryder Open
- 1994  The PLAYERS Championship
- 1995  Memorial Tournament, Canon Greater Hartford Open, NEC World Series of Golf
- 1996  Doral-Ryder Open
- 1997  FedEx St. Jude Classic, NEC World Series of Golf

## PGA European Tour Siege
- 1977 Martini International
- 1979 Martini International
- 1980 Paco Rabanne Open de France, Scandinavian Enterprise Open
- 1981 Martini International, Dunlop Masters
- 1982 Dunlop Masters, State Express English Classic, Benson & Hedges International Open
- 1986 The Open Championship, Panasonic European Open
- 1988 Lancia Italian Open
- 1993 The Open Championship
- 1994 Johnnie Walker Classic

Major Championships sind fett gedruckt.

## Turniersiege in Australien und Asien (PGA Tour of Australasia)
- 1976 Westlakes Classic
- 1978 New South Wales Open, Traralgon Classic, Caltex Festival of Sydney Open, South Seas Classic
- 1979 Traralgon Classic
- 1980 Australian Open
- 1981 Australian Masters
- 1983 Australian Masters, Stefan Queensland Open, National Panasonic New South Wales Open
- 1984 Victorian Open, Australian Masters, Australian PGA
- 1985 Toshiba Australian PGA Championship, National Panasonic Australian Open
- 1986 Stefan Queensland Open, National Panasonic New South Wales Open, West End Jubilee South Australian Open, National Panasonic Western Australian Open
- 1987 Australian Masters, National Panasonic Australian Open
- 1988 Palm Meadows Cup, ESP Open, PGA National Tournament Players Championship, Panasonic New South Wales Open
- 1989 Australian Masters, PGA National Tournament Players Championship
- 1990 Australian Masters
- 1995 Australian Open
- 1996 Ford South Australian Open, Australian Open
- 1998 Greg Norman Holden International

## Andere Turniersiege
- 1977 Kuzuhz International (Japan)
- 1979 Hong Kong Open
- 1980 Suntory World Match Play Championship (England)
- 1983 Hong Kong Open, Cannes Invitational (Frankreich), Suntory World Match Play Championship (England), Kapalua International (USA)
- 1985 Alfred Dunhill Cup (United Kingdom – Team)
- 1986 Suntory World Match Play Championship (England), Alfred Dunhill Cup (United Kingdom – Team), PGA Grand Slam of Golf
- 1989 Chunichi Crowns (Japan)
- 1993 Taiheiyo Masters (Japan), PGA Grand Slam of Golf (USA)
- 1994 PGA Grand Slam of Golf (USA)
- 1995 Fred Meyer Challenge (mit Brad Faxon)
- 1996 Fred Meyer Challenge (mit Brad Faxon)
- 1997 Fred Meyer Challenge (mit Brad Faxon), Andersen Consulting World Championship.
- 1998 Franklin Templeton Shootout (mit Steve Elkington)
- 2001 Skins Game

## Teilnahmen an Teambewerben
- Alfred Dunhill Cup (für Australien): 1985 (Sieger), 1986 (Sieger), 1987, 1988, 1989, 1990, 1992, 1994, 1995, 1996
- World Cup (für Australien): 1976, 1978
- Four Tours World Championship: 1985, 1986, 1987, 1989
- Hennessy Cognac Cup: 1982
- Double Diamond: 1977
- Presidents Cup (Internationales Team): 1996, 1998 (Sieger), 2000